# Kunti
Kunti (en sanskrit : कुन्ती) ou Pritha (sanskrit : पृथा ) est une protagoniste de l'épopée du Mahabharata,. C'est la fille de Shurasena et la fille adoptive de son cousin Kuntibhoja. Elle épouse Pandu et devient mère de Karna, Yudhishthira, Bhima et Arjuna. Elle adopte ses beaux-fils, Nakula et Sahadeva. Sœur de Vasudeva qui est le père de Krishna, Balarama et Subhadra, elle est belle et intelligente.
Pritha, fille de Shurasena, est adoptée par son oncle sans enfant, Kuntibhoja et est rebaptisée «Kunti». Au cours de son adolescence, elle impressionne le sage Durvasa et est bénie par un mantra. Par curiosité, la jeune femme prononce ce mantra pour invoquer Surya et est bénie en donnant naissance à Karna,. Ce dernier étant né hors mariage, sa mère est contrainte de l'abandonner pour se protéger socialement.
Kunti grandit et choisit Pandu comme mari. Cependant, son bonheur est ruiné lorsque Bhishma choisit Madri, princesse de Madra, comme deuxième épouse de Pandu.  Un jour, Pandu tue un sage : il est alors maudit, condamné à mort s'il essayait de faire l'amour. Après avoir abandonné leur royaume, Pandu et ses deux épouses vivent dans une forêt. À la demande de son mari, Kunti utilise son mantra et est bénie en donnant naissance à trois enfants - Yudhishthira, Bhima et Arjuna. Plus tard, elle partage son mantra avec Madri, qui est bénie en donnant le jour à Nakula et Sahadeva. Pandu et Madri mourant prématurément, Kunti adopte ses beaux-fils et emmène ses enfants à Hastinapura.
Avec les Pandavas, Kunti survit pendant le Lakshagriha, chapitre du Mahabharata. Alors qu'ils vivent cachés, Bhima épouse Hidimbi sous les ordres de Kunti. En raison du malentendu de Kunti, Draupadi, princesse de Panchala, est mariée aux cinq Pandavas. Après la création d' Indraprastha, Kunti reste à Hastinapura et a une relation affectueuse avec sa belle-sœur, Gandhari . Plus tard dans l'épopée, Kunti rencontre Karna et lui demande d'épargner ses cinq enfants. Après la guerre de Kurukshetra, elle se retire dans la forêt et meurt.
Dans l'hindouisme, elle est célébrée comme l'une des panchakanya («cinq vierges»), archétypes de la chasteté féminine dont les noms sont censés dissiper le péché lorsqu'ils sont récités. Elle est souvent considérée comme une dame mûre, sage, et affectueuse, mais parfois comme calculatrice et cruelle.

## Naissance et jeunesse
Kunti est la fille biologique de Shurasena, chef Yadava. Son nom de naissance est Pritha. Kunti est la sœur de Vasudeva, le père de Krishna et vit une relation étroite avec Krishna. Son père la confie à son cousin sans enfant, Kuntibhoja.

### Naissance de Karna

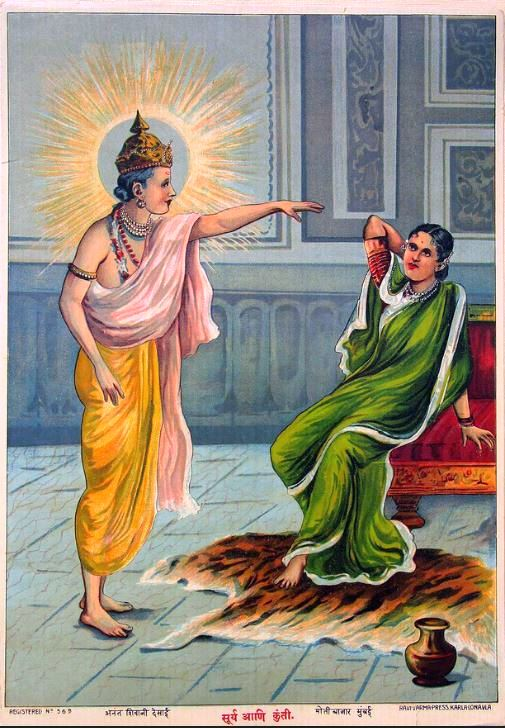
Kunti invoque Surya par curiosité

Une fois, Rishi Durvasa rend visite à  Kuntibhoja. Satisfait de la patience et de la dévotion de Kunti, il lui a offre un mantra qui invoquerait un dieu de son choix qui la bénirait en lui donnant des enfants. Par curiosité impétueuse, Kunti invoque le dieu Surya. Liée par le pouvoir du mantra, Surya engendre un enfant avec elle tout en lui faisant conserver sa virginité. À sa grande surprise, l'enfant nait avec son armure sacrée. Par peur sociale, elle n'a d'autre choix que de le déposer dans un panier sur le Gange. Il devient plus tard célèbre sous le nom de Karna.

## Mariage et enfants
Kuntibhoja organise le swayamvara de Kunti, qui choisit le roi Pandu de Hastinapur, faisant d'elle la reine d'Hastinapur,. Peu de temps après, au cours de sa mission d'étendre son empire, Pandu, sur proposition de Bhishma, épouse Madri, une princesse de Madra, afin de réconcilier deux royaumes et d'éviter une guerre. Madri est d'avis que Kunti lui est inférieure de naissance parce que les Yadavas élèvent du bétail alors qu'elle est princesse. Kunti, perturbée par le choix de son mari, finit par se réconcilier avec lui.

### Malédiction de Pandu et exil en forêt
En chassant en forêt, Pandu tue un cerf et une biche : il s'agit en fait du sage Rishi Kindama et de son épouse, qui avaient pris ces formes pour s'accoupler. Le sage mourant le maudit : il mourrait s'il essayait de faire l'amour. Pandu renonce alors à son  royaume et s'exile avec Kunti et Madri.

### Naissance des Pandavas
Pandu ne pouvait pas faire l'amour avec ses femmes, à cause de la malédiction du sage Kindama. Plein de remords, il renonce à son royaume et s'exile avec ses deux épouses. Il rencontre des sages et leur demande la voie du salut, mais ceux-ci lui répondent qu'elle est impossible sans enfants. Lorsque Pandu exprime à Kunti son désespoir à la perspective de mourir sans enfant, elle mentionne l'avantage qui lui est accordé. Il lui conseille joyeusement de faire des enfants par des hommes illustres et convenables. Ainsi, Kunti utilise le cadeau du sage Durvasa  pour donner naissance à trois fils : Yudhishthira qu'elle a avec Dharmaraja, dieu de la justice; Bhima qu'elle a avec Vayu, le dieu du vent, et Arjuna avec Indra, roi de Svarga (les cieux). A la demande de Madri, elle invoque les Ashvins et Madri donne naissance à des jumeaux, Nakula et Sahadeva.

## Veuvage

### Mort de Pandu et de Madri
Un jour, Pandu, oubliant sa malédiction, tente de faire l'amour avec sa femme Madri. La malédiction de Kindama cause sa mort. Madri commet le sati. Kunti reste  impuissante dans la forêt avec ses enfants.

### Retour à Hastinapura
Après la mort de Pandu et Madri, Kunti prend soin des cinq Pandava, les ramenant à Hastinapur. Ces enfants sont détestés des fils de Dhritrashtra. Pendant leur enfance, Duryodhana empoisonne et tente de tuer Bhima mais ce dernier est sauvé. Vidura console Kunti, affectée par cette tentative. Plus tard, les princes Kuru sont envoyés pour s'entraîner à Drona.

## Maturité

### Événement de Lakshagriha
Après avoir terminé leur formation, les princes retournent à Hastinapura. Après un certain temps, Duryodhana et son oncle maternel Shakuni essaient de brûler vivants Kunti et les Pandavas pour qui ils construisent un palais hors du lac (Lakshagriha) dans un village nommé Varanāvata. Les Pandavas et Kunti, cependant, réussissent à s'échapper de la maison de lac avec l'aide de Vidura par un tunnel secret.

### Mort de Bakasura
Après avoir survécu aux Lakshagriha Kunti et les cinq Pandavas vivent dans le village d'Ekachakra.
Pendant leur séjour à Ekachakra, Kunti et les Pandavas découvrent un démon, Bakasura, qui mange des êtres humains. Les villageois envoient un membre de leur famille et de la nourriture à Bakasura, qui les dévore. Lorsque Kunti entendit les cris d'un brahmane (qui avait fourni un abri à elle et à ses fils à Ekachakra), Kunti le console et suggère qu'au lieu de la famille d'un brahmane, son fils Bhima fasse face au démon. Kunti conçoit une machination où Bhima pourrait affronter et tuer le démon. Le puissant Bhima réussit à vaincre Bakasura.

### Le mariage de Bhima avec Hidimbi
Plus tard, Bhima tue le rakshasa Hidimba et Hidimbi, sœur d'Hidimba, lui demande de l'épouser. Bhima est réticent, mais Kunti lui ordonne de le faire, Hidimbi ayant du mérite. Elle donne naissance à Ghatotkacha, qui participe plus tard à la bataille de Kurukshetra.

### Mariage de Draupadi
Les Pandavas assistent au swayamvara de Draupadi à Panchala. Arjuna gagne la main de Draupadi. Les Pandavas retournent dans leur hutte et disent qu'ils ont apporté un cadeau. Kunti, les comprenant mal, demande aux Pandavas de partager tout ce qu'ils avaient apporté. Cependant, tous les Pandavas épousent Draupadi, pensant obéir aux ordres de leur mère : Kunti est choquée de l'apprendre. Par conséquent, elle  réprimande ses enfants pour avoir traité une femme comme un cadeau. Cependant, Draupadi accepte sa situation, estimant que c'est son destin.

## Rôle dans les événements d'Hastinapura
Plus tard, les Pandavas, Kunti et Draupadi reviennent à Hastinapura. Ils font face à de nombreux problèmes, dus à la polyandrie de Draupadi et au fait d'avoir deux princes héritiers d'Hastinapura. D'après les conseils de Bhishma, les Pandavas reçoivent leur propre terre à gouverner, appelée plus tard Indraprastha. Cependant Kunti reste à Hastinapura avec sa belle-sœur, Gandhari,.
Les Pandavas perdent leur royaume dans un jeu de dés et sont contraints de s'exiler pendant treize ans. Kunti est alors obligée par le roi Dhritarashtra de rester dans la capitale. Au lieu de rester dans le palais royal, elle fait le choix de rester dans la maison de Vidura.

## Pendant la guerre de Kurukshetra
À l'approche de la guerre, Kunti rencontre Karna et, désespérée de garder tous ses enfants en vie, lui demande de quitter le côté de Duryodhana et de rejoindre les Pandavas. Karna refuse l'offre, ne pouvant trahir son ami. Cependant, il promet à Kunti qu'il ne tuerait aucun de ses frères à l'exception d'Arjuna, suivant ainsi à la fois le Mitra dharma et le Putra dharma. Il promet aussi qu'à la fin de la guerre, elle aurait encore cinq fils, le cinquième étant Arjuna ou Karna lui-même. Bien qu'elle soutienne ses enfants, Kunti  reste dans le camp de Kaurava avec sa belle-sœur Gandhari. Après la mort de Karna, Kunti révèle le secret de la naissance de Karna aux Pandavas et à d'autres personnes : tous sont choqués d'apprendre qu'ils ont commis un fratricide. Les Pandavas sont furieux de Kunti. Yudhisthira  la maudit, ainsi que les femmes du monde de ne plus pouvoir garder le moindre secret : si Kunti avait dévoilé l'information, la guerre aurait été évitée et des millions de vies seraient épargnées.

## Vieillesse et mort
Après la guerre de Kurukshetra, Kunti vit avec ses fils pendant plusieurs années. Estimant terminées ses actions sur le monde, elle déménage dans une forêt près de l'Himalaya avec ses beaux-frères Vidura et Dhritarashtra, Sanjaya et sa belle-sœur Gandhari . Vidura meurt deux ans après leur départ. Plus tard, Sanjaya part pour l'Himalaya et ceux qui sont partis périssent  dans un incendie de forêt,.

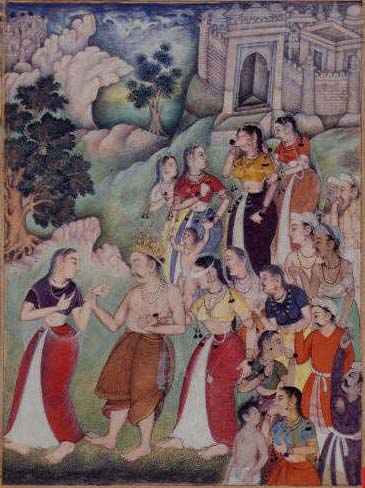
Kunti mène Dhritarashtra, Gandhari, Vidura et Sanjaya dans la forêt

## Représentation dans leMahabharata

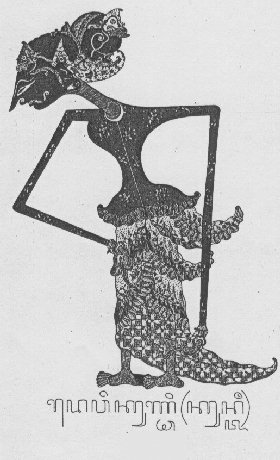
Marionnette de Kunti

Dans la plupart des récits du Mahabharata, Kunti est dépeinte comme une femme aux manières douces ayant des valeurs morales et sociales élevées. Elle guide constamment ses fils dans leurs actions et maintient la famille unie, pour ne jamais les faire se battre entre eux. On dit qu'elle respecte beaucoup son beau-frère Dhritarashtra et Vidura et la femme de Dhritarashtra, Gandhari . Sa relation avec sa belle-fille Draupadi est affectueuse.
Cependant, plusieurs versions du Mahabharata la décrivent comme étant cruelle et calculatrice. Durant sa jeunesse, elle rejette son fils né hors mariage  (Karna) par peur sociale, pour lui avouer plusieurs années plus tard, dans la solitude, qu'elle l'a mis au monde. Elle essaie de le faire changer de parti par crainte de perdre ses cinq fils. En exil avec son mari Pandu, c'est à contrecœur qu'elle partage sa bénédiction avec sa co-épouse et rivale Madri. On dit que Kunti n'a pas partagé la bénédiction une deuxième fois avec Madri, de peur que les enfants de Madri soient plus nombreux que les siens.

## Dans la culture populaire
Diverses actrices incarnent Kunti dans divers films et feuilletons télévisés.
- Durga Khote dans Maharathi Karna (film de 1944)
- G Varalakshmi dans Bhishma (film de 1965)
- MV Rajamma à Karnan (film de 1964, tamoul)
- Achala Sachdev dans Mahabharat (film de 1965)
- Rushyendramani dans Sri Krishnavataram (film de 1967)
- S.Varalakshmi dans Daana Veera Soora Karna (film de 1977)
- Nazneen dans la série Mahabharat (1988)
- Miriam Goldschmidt dans le Mahabharata (film de 1989)
- Lata Haya dans Krishna (série)
- Neena Gupta dans Ek Aur Mahabharat (série 1997)
- Shalini Kapoor dans Maharathi Karna (série 2001)
- Sudha Chandran dans Vishnu Puran (série 2003)
- Jaya Bhattacharya dans Kahaani Hamaaray Mahaabhaarat Ki (série 2008)
- Kunti a été interprété par Shafaq Naaz dans Mahabharat de Star Plus (série 2013)
- Deepti Naval a exprimé le personnage dans le film d'animation Mahabharat (film de 2013)
- Priya Bathija dans Suryaputra Karn (série 2015)
- Sayantani Ghosh dans Karn Sangini (série 2018)